# Itagüí
Itagüí es un municipio colombiano ubicado en el sur del Valle de Aburrá en el departamento de Antioquia. Este forma parte de la denominada Área metropolitana del Valle de Aburrá y está conurbado con la ciudad de Medellín. Limita por el este con los municipios de Medellín y Envigado, por el sur con los municipios de Envigado, Sabaneta y La Estrella, y por el oeste con los municipios de La Estrella y Medellín.
Es el tercer municipio más pequeño del país, con 21,09 km², antecedido por el municipio de Providencia y Santa Catalina Islas (18 km²) y por Sabaneta, la vecina población de Medellín (15 km²). También es el municipio más densamente poblado y es uno de los más industrializados del país.

## Toponimia
El territorio del actual Itagüí fue, junto con los de Envigado y Sabaneta, un territorio habitado por los nutabes, tribu indígena que según algunos cronistas e investigadores se clasifican dentro de la familia lingüística chibcha. La localidad fue habitada desde épocas prehistóricas de 11 000 años antes del presente.
En el Diccionario Folclórico Antioqueño, se sostiene que el nombre de este municipio proviene de ita: mano, y güi o güei: esposa o ama. Sin embargo, algunos sostienen sin evidencias que el nombre deriva del Cacique Bitagüí y por el cual se conoce a su tribu como los Bitagüí, aunque esto es solo una leyenda ya que en las diferentes investigaciones arqueológicas realizadas en el municipio nunca se ha encontrado evidencia de la existencia de dicho cacique y por lo contrario las evidencias señalan que las comunidades indígenas que habitaron este territorio compartían su organización social con el resto del área del Valle de Aburra, corroborando esto que  no hubo un grupo humano correspondiente solo al territorio que hoy es Itagüí. Inicialmente el sitio de «Bitagüí» perteneció a diferentes dueños, muchos de los cuales vivían en Medellín. Sin embargo, después, fue habitado por personalidades que tenían vínculos con las familias fundadoras de «la Villa» (Medellín).

## Símbolos

### Escudo
El escudo de armas es el emblema de la ciudad. Es cuadrilongo con la parte inferior redonda. Las figuras que lo componen son: una montaña de color verde, que no es otra que la cordillera del Manzanillo y su flamante pico, a sus lados diestro y siniestro los motivos espiralados que están grabados en los petroglifos que se encuentran en el barrio el Rosario, un indígena que representa nuestros ancestros y una columna griega estilo dórico que hace alusión a la cultura de nuestro pueblo.

### Bandera
La bandera es rectangular, dividida en tres franjas horizontales del mismo tamaño, de color amarillo la que está más próxima al mástil, verde la central y roja la del batiente.

### Himno
El himno se hizo oficial en 1998 por decreto del alcalde Héctor Fernando Arboleda Restrepo. La letra fue compuesta por el poeta oriundo de Bucaramanga, Aurelio Martínez Mutis en 1940. En 1979, el maestro Carlos Vieco Ortiz compuso la música. El himno tiene cuatro estrofas y un coro.

## Historia
Existieron en Itagüí dos capillas en los tiempos de la colonia. Una en el paraje de la Tablaza que había sido propiedad de Bruno Saldarriaga, construida gracias al permiso que el Obispo de Popayán Francisco José de Figueredo otorgó el 19 de diciembre de 1743. La otra, la Iglesia de Nuestra Señora del Rosario había sido levantada por los Pbros. Francisco Riaza y Bruno Saldarriaga quienes a más del lote para el pequeño templo, dieron una extensión de treinta cuadras para el trazado de una población. Esta capilla fue la que más tarde vino a ser elevada a la categoría de parroquia.
En 1774 el Cura de Medellín Juan Salvador de Villa y Castañeda pidió al Obispo de Popayán la creación de cuatro parroquias: San Cristóbal, Hatoviejo (Bello), Envigado e Itagüí. Accedió el Prelado en cuanto a las tres primeras mientras la cuarta habría de seguir dependiendo de Envigado por algunos años más. El 29 de abril de 1825 los vecinos del partido de Itagüí dieron poder al señor Joaquín Vélez Velásquez para que los representara ante los gobiernos civil y eclesiástico a fin de lograr que el dicho partido fuera elevado a la categoría de distrito parroquial. El apoderado se dirigió al Obispo de Popayán pero la actitud de este fue negativa. Por entonces tomó posesión como primer Obispo de Antioquia Mariano Garnica y Orjuela a quien el apoderado elevó la solicitud, pero monseñor Garnica contestó que debería dirigirse primero a la autoridad civil, esto es, al gobernador de la Provincia. Así se hizo, pero el gobernador, Gregorio María Urreta fue adverso y así lo hizo saber en comunicación del 13 de enero de 1829.

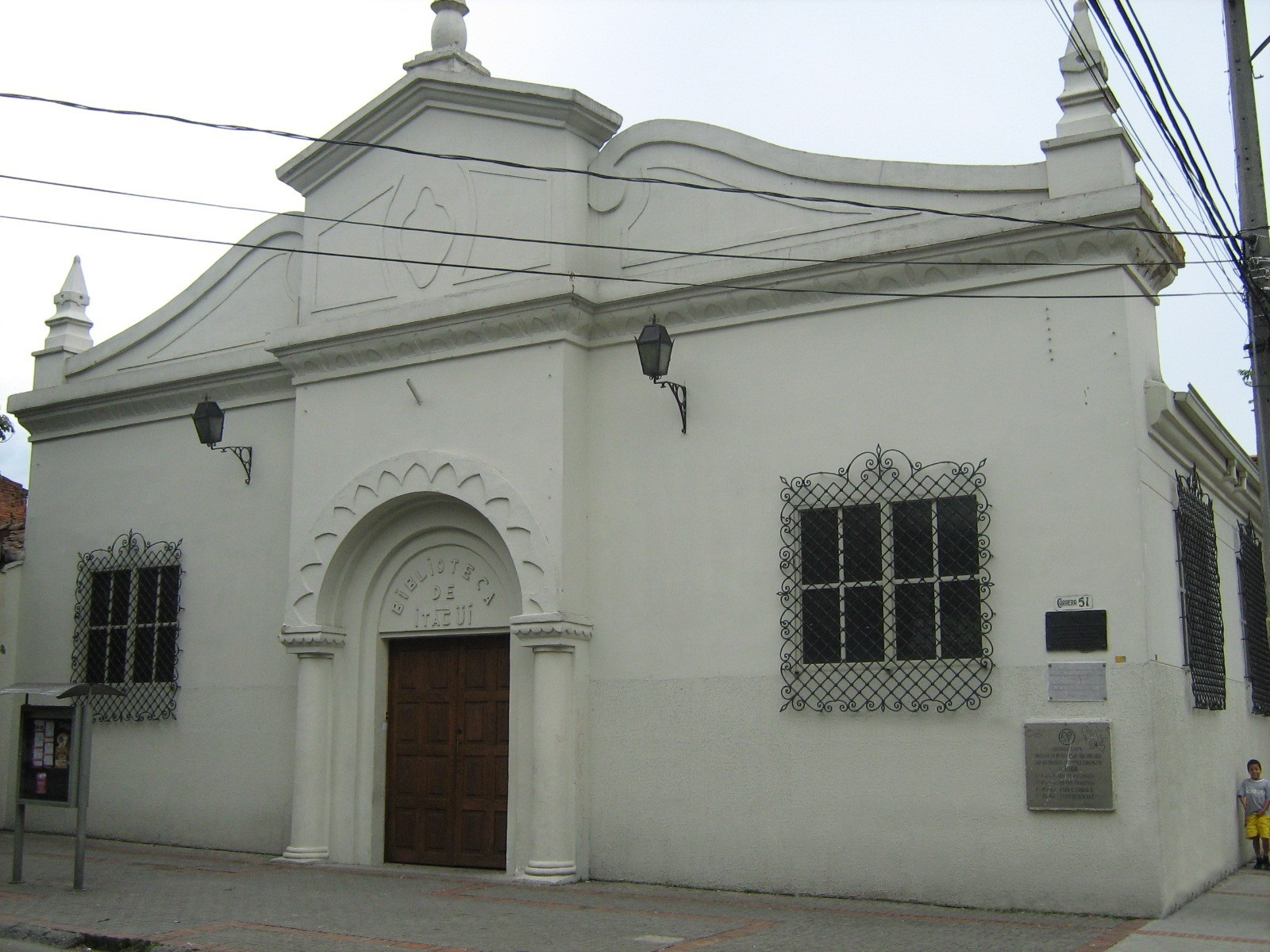
Antigua sede de la Biblioteca de Itagüí Diego Echavarría Misas, ahora es el Auditorio Cultural de dicha biblioteca.

Pasaron dos años hasta que el 25 de febrero de 1831 el apoderado se dirigió al prefecto del Departamento del Centro y este pasó la solicitud al Cura de Envigado Pbro. José Joaquín Escobar para que rindiera informes sobre la conveniencia o inconveniencia de la nueva erección. Escobar se mostró enemigo del proyecto y dio como razón la de que hacía poco tiempo se habían creado tres nuevas parroquias segregadas de su jurisdicción: Titiribí, Amagá y Guaca (Heliconia). Hubo nueva petición al Obispo Garnica con respuesta adversa. El expediente pasó al Concejo del Cantón para su estudio y esta entidad estuvo en contra. Y así, parecía que todas las puertas se cerraban a las aspiraciones de los itagüiseños para un logro tan positivo. Sin embargo, no todo estaba perdido. El expediente pasó en última instancia al personero del Cantón de Medellín quien lo consideró ajustado a la realidad y sugirió la conveniencia de la nueva creación. Y fue así como el 24 de diciembre de 1831 el prefecto del Departamento don Francisco Montoya y su secretario Mariano Ospina Rodríguez elevaron el partido de Itagüí a distrito parroquial. El 1 de abril de 1832 fue nombrado como primer alcalde el señor Francisco Vélez.

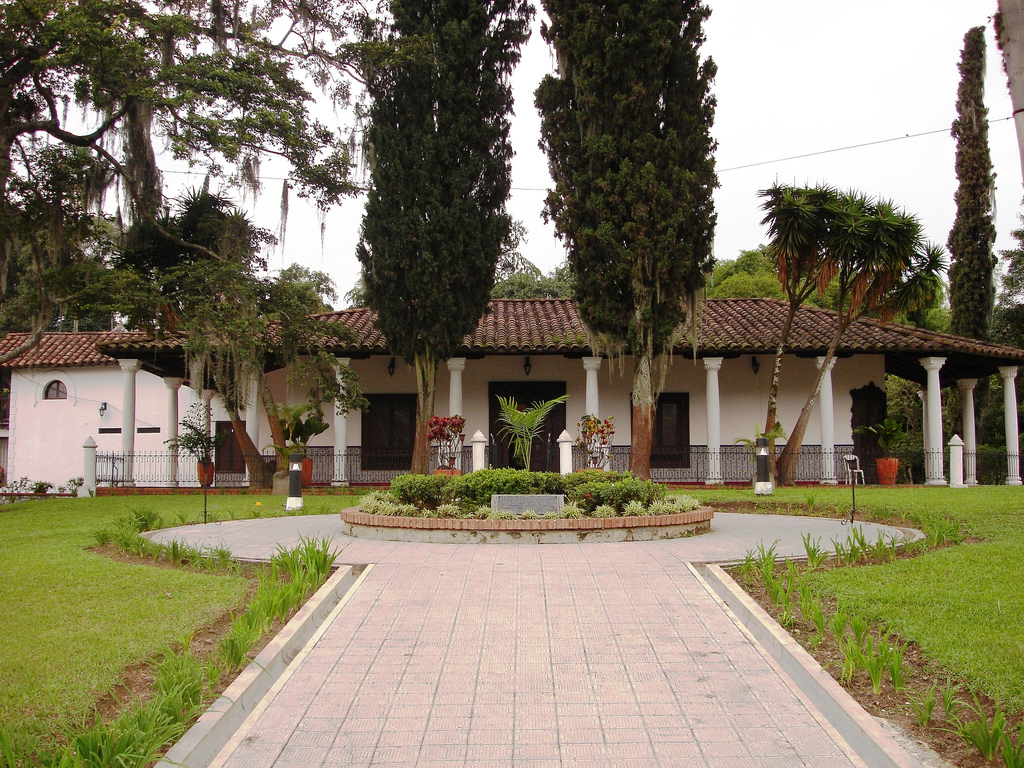
Casa Museo Ditaires. Esta casa perteneció originalmente a Diego Echavarría Misas en el año de 1965.

Aquella erección correspondía a la de distrito y parroquia a la vez. Era el tiempo en que cuando se creaba una nueva parroquia, los vecinos elegían su primer Cura propio por medio de votaciones populares. El Padre Felipe Restrepo Granda venía desempeñando la viceparroquía de Itagüí desde el 1 de diciembre de 1825. Todos los vecinos lo postularon para el cargo. El 20 de marzo de 1832 se llevaron a cabo las votaciones resultando elegido por 152 votos, sin que hubiera habido voto alguno en contra. El Obispo hizo la presentación al gobernador del nuevo Cura, documento que terminaba así... «Lo presento a V.S por ser sujeto apto para el desempeño del tal ministerio». El 24 de marzo el Padre Restrepo se posesionó: «Hoy tomé colación canónica de esta Parroquia con el nombre de Nuestra Señora del Rosario de Itagüí, de mano del Ilustrísimo Señor Obispo D.D. Frai Mariano Garnica y recibí título del S. Francisco Antonio Campuzano Gobernador de la Provincia y para que conste lo firmó: Felipe de Restrepo».
En 1832 se fundó la primera escuela primaria que estuvo a cargo de don Manuel Antonio Piedrahíta por varios años. Era privada y solo en 1871 se estableció una de carácter oficial. En 1870 se empieza la construcción del cementerio.

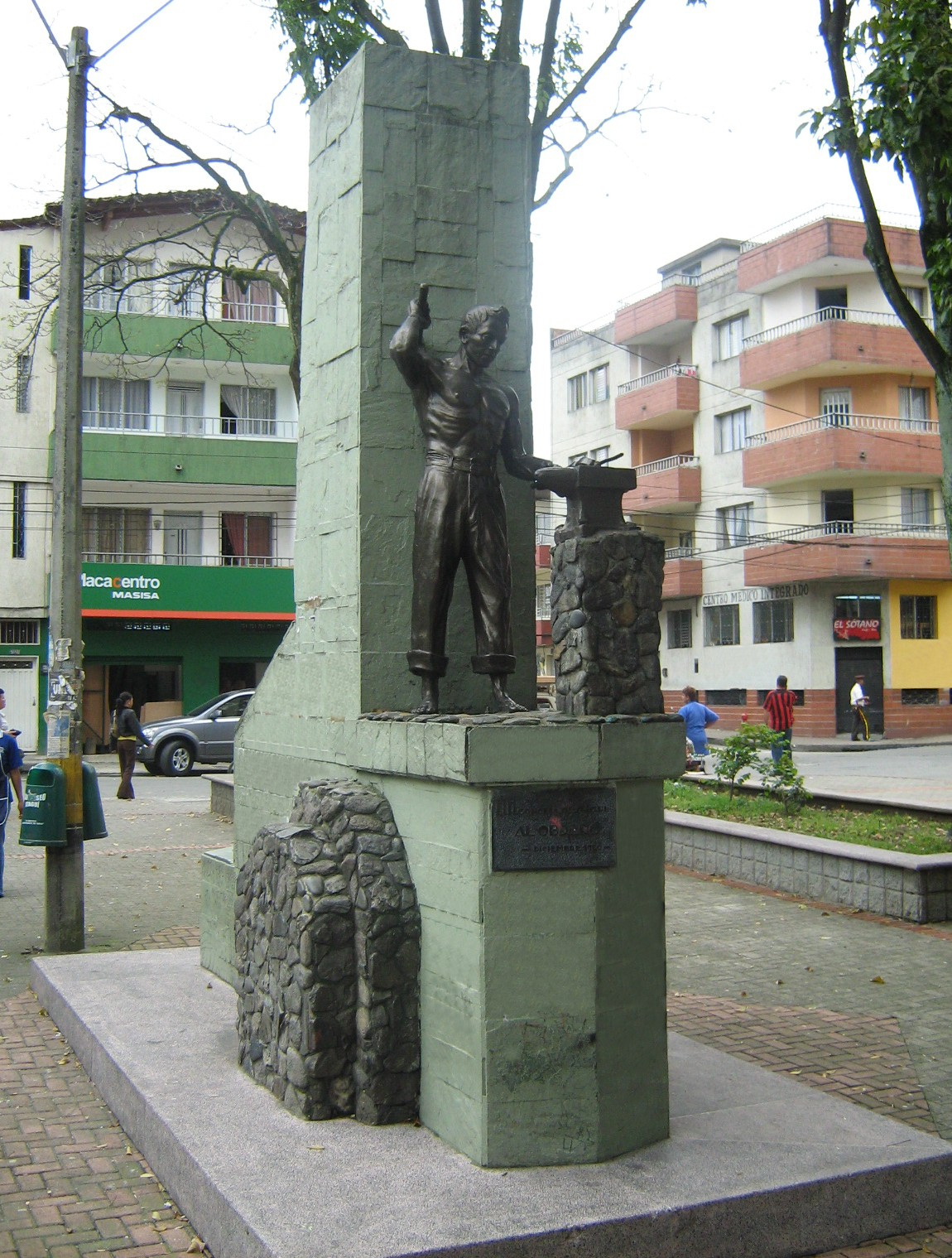
Escultura El Obrero del maestro Octavio Montoya.

El 24 de marzo de 1874 se realiza en Itagüí la primera feria de ganados. Su iniciador fue el gran hacendado itagüiseño Emiliano Restrepo Isaza. El 26 de marzo de 1876 se inauguró el telégrafo en Itagüí. Así lo anunciaba el alcalde José M. Ruiz cuando dirigía el primer mensaje telegráfico al Presidente del estado don Recaredo de Villa.
Para la época de 1900 empezó a formarse la plaza principal al frente del templo de Nuestra Señora del Rosario. En 1920 aparece el primer vehículo automotor en Itagüí. En 1931 Se construye el primer acueducto municipal. En 1945 fue inaugurada oficialmente el 13 de mayo la Biblioteca de Itagüí, construida por el filántropo Diego Echavarría Misas.

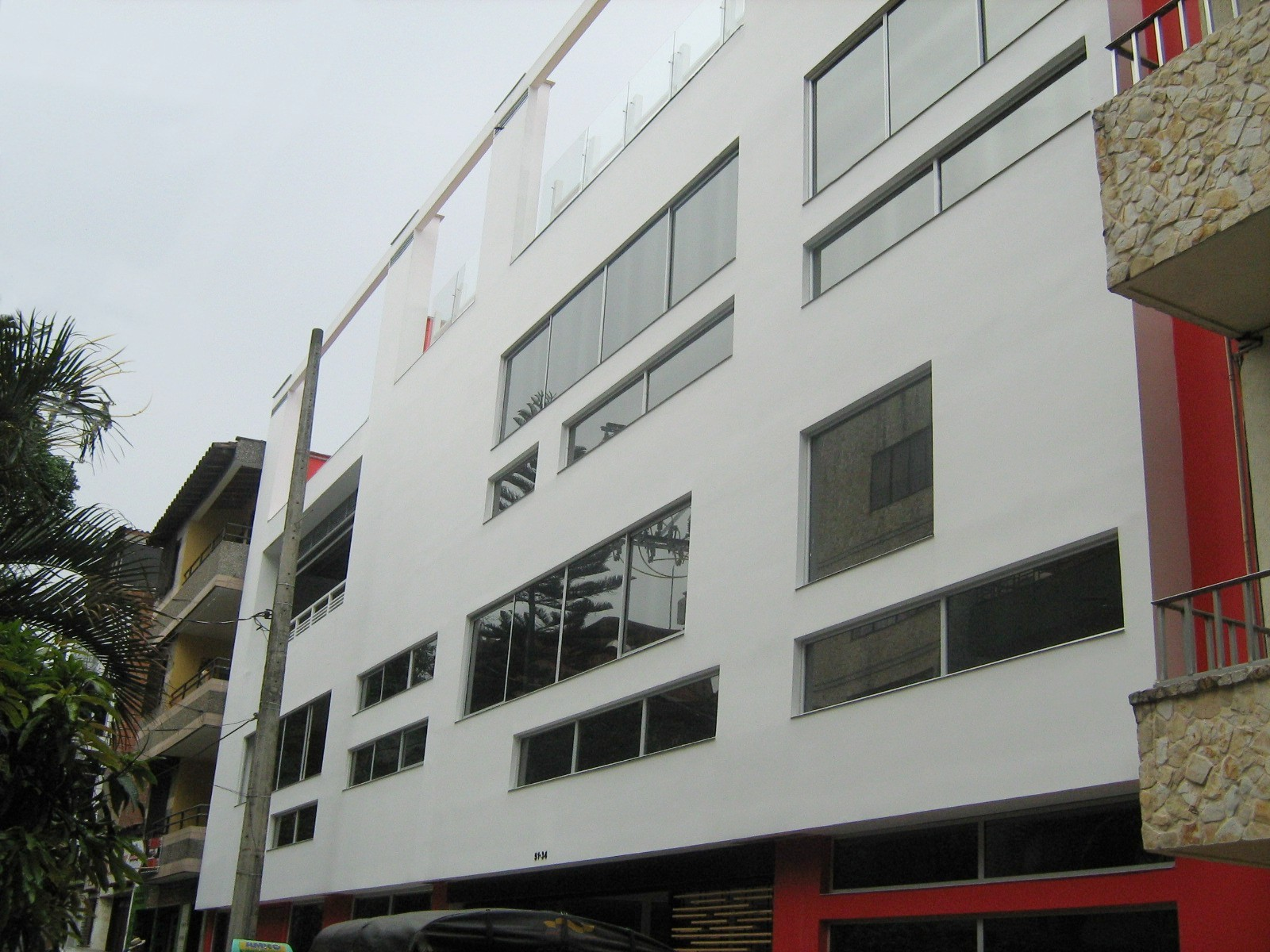
Biblioteca Diego Echavarría Mísas.

En 1962 se empieza la construcción del primer Palacio Municipal. En 1967 fallece el ilustre pintor itagüiseño Eladio Vélez. En 1987 se inauguró de la nueva Biblioteca Diego Echavarría Misas. En 1988 se efectúa la primera elección de alcalde por voto popular. El Alcalde electo fue Mario Escobar Vélez. Se empieza la construcción del parque Ditaires.
En 1993 se inauguró el Centro Administrativo Municipal de Itagüí (CAMI) y el Estadio Metropolitano Ciudad de Itagüí.
En 2006 Itagüí y Medellín definen límites en el sector denominado sector o fracción Belén. Mediante Ordenanza n.º 33 de 24 de noviembre de 2006, la Fábrica de Licores de Antioquia queda definitivamente en territorio itagüiseño.
En 2010, fue una de las subsedes de los IX Juegos Suramericanos.

## Geografía

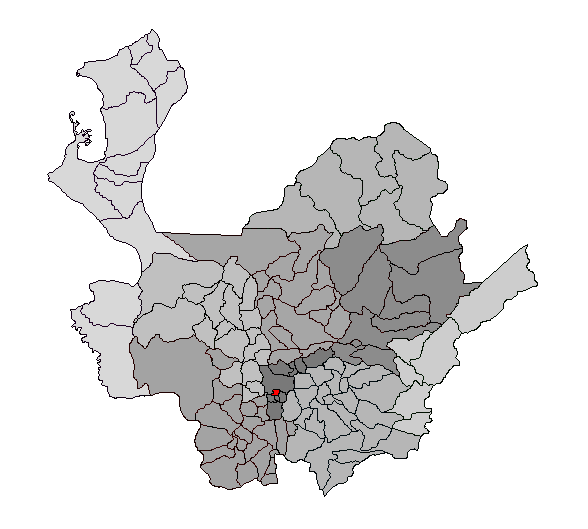
Itagüí, Valle de Aburrá.

Itagüí se encuentra localizado al sur del Valle de Aburrá, un valle de la Cordillera de los Andes, cuenta con una superficie de 17 km², siendo así el tercer municipio más pequeño de Colombia. El municipio está totalmente urbanizado en su parte plana.
Itagüí posee un relieve con alturas poco considerables, pertenecientes a la Cordillera Central. Las alturas principales son: Altos Manzanillo y los cerros de los Tres Dulces Nombres y El Cacique.
La principal corriente de agua es el río Medellín, que sirve de límite con los municipios de Sabaneta y Envigado. El afluente más importante de este río, en el municipio, es la Quebrada Doña María, que recorre a Itagüí de occidente a oriente. En esta corriente desembocan otras menores, entre las que se encuentran: La Tablaza, La María, La Justa, La Corneta, La Muñoz y La Limona. Las quebradas La Llorona y La Jabalcona son las más destacadas al norte del municipio.

## Demografía
De acuerdo con las cifras presentadas por el DANE la población proyectada a 30 de junio de 2012 para el municipio de Itagüí es 258 520 habitantes, siendo esta la tercera aglomeración urbana del Área Metropolitana del Valle de Aburrá que suma un total de 3 312 165 de personas. El municipio cuenta con una densidad poblacional de aproximadamente 13 545 habitantes por kilómetro cuadrado. El 47,2 % de la población son hombres y el 52,8 % mujeres. La ciudad cuenta con una tasa de analfabetismo del 4,9 % en la población mayor de 5 años de edad.
Los servicios públicos tienen una alta cobertura, ya que un 98,9 % de las viviendas cuenta con servicio de energía eléctrica, mientras que un 97,5 % tiene servicio de acueducto y un 94,7 % de comunicación telefónica.
Según las cifras de la Gobernación de Antioquia basadas en la encuesta de Calidad de Vida 2004 el estrato socioeconómico que predomina en Itagüí es el estrato 3  con el 51,2 % del total de viviendas del municipio. Le siguen el estrato 2 (bajo) con el 41,7 % y el 1 (bajo-bajo) tiene un 6,0 %. El estrato 4 (medio) solo se encuentra en un 1,1 %.

### Etnografía
Según las cifras presentadas por el DANE del censo 2005, la composición etnográfica del municipio es:
- Mestizos & blancos (99%)
- Afrocolombianos (1%)

### Seguridad
Itagüí invierte gran porcentaje de su presupuesto en seguridad. Ya que este tema es de vital importancia, y está dentro de los intereses de la ciudad brindar un territorio propicio para los ciudadanos itagüiseños.
La policía de Itagüí cumple con un trabajo arduo  que en la actualidad mantiene contra los grupos al margen de la ley. Por esto, Itagüí cuenta con todo un personal capacitado para brindar seguridad en la ciudad, la policía, el personal del tránsito, los bomberos y además tiene una cárcel de máxima seguridad.

## Estructura político-administrativa

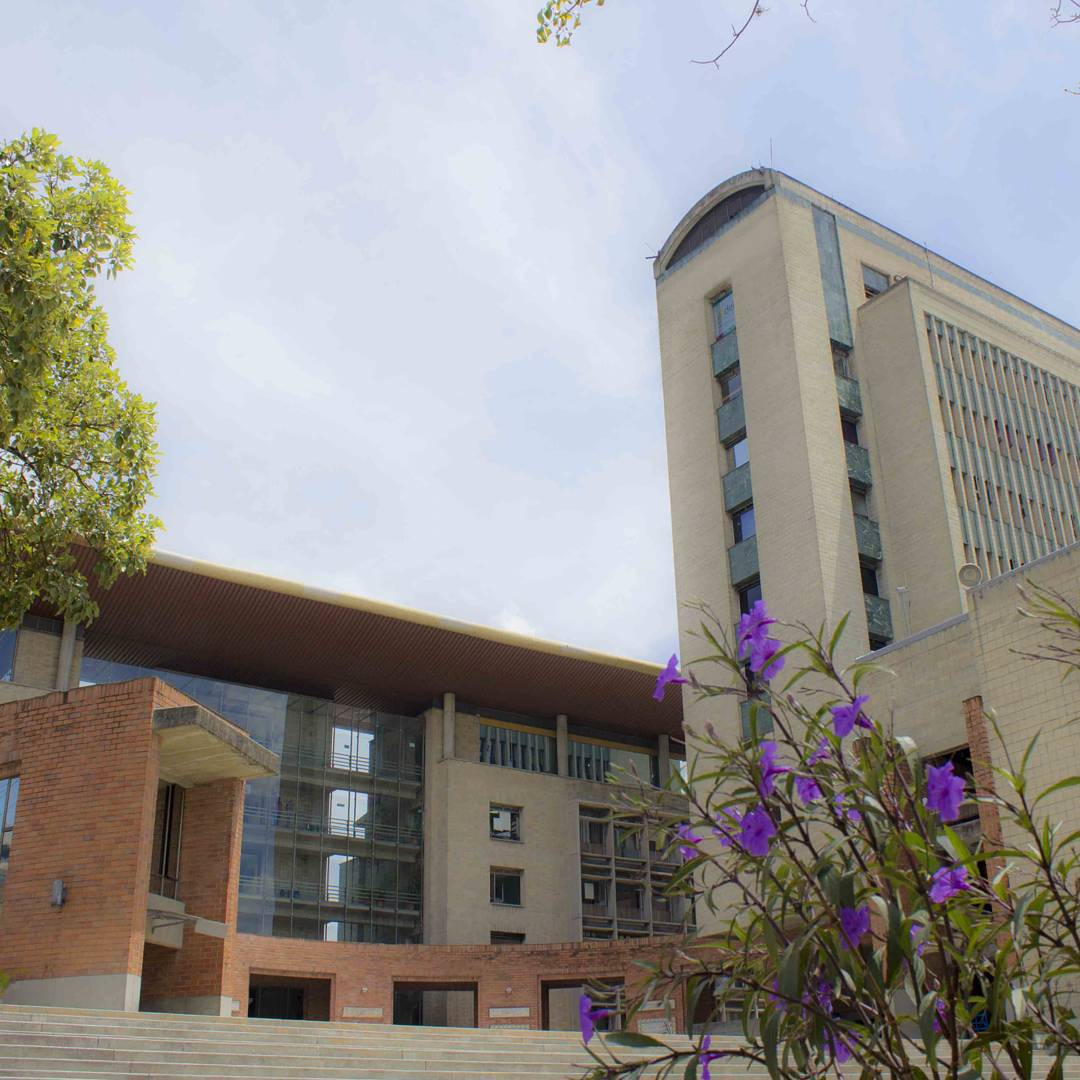
Centro Administrativo Municipal de Itagüí (CAMI), es la sede del gobierno municipal.

Itagüí está regido por un sistema democrático basado en los procesos de descentralización administrativa generados a partir de la proclamación de la Constitución Política de Colombia de 1991.
A la ciudad la gobierna un alcalde (poder ejecutivo) y un Concejo Municipal (poder legislativo).
El alcalde de Itagüí es el jefe de gobierno y de la administración municipal, representando legal, judicial y extrajudicialmente al municipio. Es un cargo elegido por voto popular para un periodo de cuatro años, que en la actualidad es ejercido por Diego León Torres Sánchez para el periodo 2023-2027.
Entre sus funciones principales está la administración de los recursos propios de la municipalidad, velar por el bienestar y los intereses de sus conciudadanos y representarlos ante el gobierno nacional, además de impulsar políticas locales para mejorar su calidad de vida, tales como programas de salud, vivienda, educación e infraestructura vial y mantener el orden público.
El concejo es una corporación pública de elección popular, compuesta por 17 concejales de diferentes tendencias políticas, elegidos democráticamente para un período de cuatro. El concejo es la entidad legislativa del municipio emite acuerdos de obligatorio cumplimiento en su jurisdicción territorial. Entre sus funciones está aprobar los proyectos del alcalde, determinar la estructura de la administración municipal y las funciones de sus dependencias, dictar las normas orgánicas del presupuesto y expedir anualmente el presupuesto de rentas y gastos.
Para administrar el municipio, la Alcaldía cuenta con 13 secretarías, 2 direcciones y 6 oficinas asesoras
| - Secretaría de Gobierno - Secretaría de Hacienda - Secretaría de Infraestructura - Secretaría de Participación e Inclusión Social - Secretaría de Vivienda y Hábitat | - Secretaría de Servicios Administrativos - Secretaría de Movilidad - Secretaría General - Secretaría Privada - Secretaría de Medio Ambiente y Desarrollo Sostenible | - Secretaría de Educación - Instituto de Deportes, Cultura y Recreación - Secretaría Jurídica - Secretaría de Salud y Protección Social | - Secretaría de Evaluación y Control - Oficina de Control Interno Disciplinario - Secretaría de Familia - Secretaría de Comunicaciones | - Dirección Administrativa de las TIC - Oficina de Gestión Documental - Dirección Administrativa de Planeación - Dirección de Desarrollo Económico |

### División administrativa
Itagüí se encuentra ubicado en la margen occidental del río Medellín. Desde el 2025 por el acuerdo número 17 del 30 de diciembre de 2024, el municipio está conformado por la cabecera municipal, dividida en 84 barrios organizados en siete comunas; y un corregimiento: Manzanillo constituido por 6 sectores y 8 veredas.
Itagüí limita al norte con la ciudad de Medellín, generando una conurbación que actualmente es confusa, ya que ambos municipios se encuentran en litigios limítrofes.
Las comunas y barrios de Itagüí son:
| COMUNA 1 | COMUNA 2 | COMUNA 3 | COMUNA 4 |
| --- | --- | --- | --- |
| - Artex - Zona Industrial No. 1 - Villa Paula - Los Naranjos - Centro - Asturias - Playa Rica - San Isidro - Satexco - San Juan Bautista - Las Mercedes - San José - Araucaria - La Gloria - La Independencia - Zona Industrial No. 2 - La Santa Cruz | - Camparola - San Pío X - Monteverde - La Palma - Montesacro - Las Margaritas - Samaria - Santa Ana - El Palmar - Samaria Robles del Sur - Malta - La Finca - Santa Catalina - Yarumito - Zona Industrial No. 3 | - San Francisco - Triana - San Antonio - San Gabriel - Las Brisas - Pilsen - Ditaires - San Javier - Bariloche - 19 de Abril - Reserva Campestre - Villa Lía - Glorieta Pilsen - Villas de San Antonio - San Agustín | - Simón Bolívar - Colinas del Sur - La Mayorista - El Carmelo - El Guayabo - San Fernando - La Esmeralda - Viviendas del Sur - La Hortencia - Villa Ventura - Santa María No. 2 - Santa María No. 1 - Santa María No. 3 |
| COMUNA 5 | COMUNA 6 | COMUNA 7 | |
| - Balcones de Sevilla - La Aldea - Las Américas - Las Acacias - El Tablazo - Loma Linda - Calatrava - Terranova - Ferrara | - Fátima - El Rosario - Santa María La Nueva - La Unión - El Progreso - Loma de los Zuleta - Los Olivares | - Del Valle - El Porvenir 2 - El Porvenir 1 - La Villas - San Pablo - Jardines de San José - Tierra Verde - El Arenal                                                                                                | |

| Corregimiento Manzanillo | Cabecera Corregimental                                                                                     | Veredas |
| ------------------------ | --- | --- |
| Corregimiento Manzanillo | Sector El Porvenir Sector Los Gómez Sector La María Sector El Pedregal Sector El Progreso Sector El Ajizal | Vereda el Progreso Vereda El Pedregal Vereda Loma de los Zuleta Vereda Los Gómez Vereda El Porvenir Vereda El Ajizal Vereda La María Vereda Los Olivares |

### Área Metropolitana del Valle de Aburrá
El Área Metropolitana del Valle de Aburrá es una entidad político administrativa que se asienta a todo lo largo del Valle de Aburrá a una altitud promedio de 1569 m s. n. m.. El Área está compuesta por 10 municipios, y está atravesada de sur a norte por el río Medellín el cual, naciendo al sur de la misma en el municipio de Caldas, ya en el norte, luego del municipio de Barbosa, es una de las fuentes formadoras del Río Porce.
Fue la primera Área Metropolitana creada en Colombia en 1980, y es la segunda Área Metropolitana en población en el país después del Distrito Capital de Bogotá. La población total, que suma la población urbana y rural de las diez ciudades es de 3.312.165 habitantes.
La principal zona urbana del Área Metropolitana del Valle de Aburrá se encuentra en el centro del Valle y está conformada por las cuatro ciudades más grandes por número de habitantes: Medellín, Bello, Itagüí y Envigado.

## Economía
El municipio de Itagüí es el más industrializado de Colombia dentro del rango de las ciudades no capitales de departamento. Aquí se estableció uno de los primeros corredores industriales del país durante la década de los cincuenta gracias a la exención de impuestos y a la rectificación del río Medellín, y es aún hoy el asiento de industrias textileras, químicas y metalúrgicas principalmente.
Sobresale la actividad textilera, y la industria licorera, en torno a la cual también se ha desarrollado un activo comercio.
Además de los nuevos comercios que esto atrajo, se han creado centros de negocios como el Centro Nacional de Confección y Moda, la Central Mayorista de Antioquia y el Centro Internacional del Mueble.
En los últimos años el comercio en la ciudad se ha desarrollado lo suficiente como para que empresas como Almacenes Éxito o Flamingo implanten hipermercados en la localidad. Adicionalmente, Itagüí cuenta con la sede principal de la Cámara de Comercio del Aburrá Sur, la cual atiende a los municipios del sur del Valle de Aburrá La Estrella, Caldas, Envigado, Sabaneta y el mismo Itagüí. En la ciudad de Itagüí también está ubicado el Centro de Convenciones Aburrá Sur.

## Medios de comunicación
En el Municipio de Itagüí están disponibles prácticamente todos los servicios posibles de telecomunicaciones, desde teléfonos públicos, pasando por redes de telefonía móvil, redes inalámbricas de banda ancha, centros de navegación o cibercafés, comunicación IP, etc.
La principal empresa en este sector es Tigo; también están presentes la Empresa de Telecomunicaciones de Bogotá (ETB), Claro (de América Movil) y  Movistar (de Telefónica).
Hay tres operadores de telefonía móvil todos con cobertura nacional y con tecnología GSM, Claro de América Móvil, Movistar de Telefónica, Tigo de Milicom y WOM, también funciona en el municipio ofreciendo el servicio de trunking, el cual se hace por medio de un dispositivo híbrido entre celular y radio.
El municipio cuenta con varios canales de televisión de señal abierta, los 3 canales locales Telemedellín, Canal U y Televida, (los cuales cubren el Valle de Aburrá), un canal regional Teleantioquia, y los cinco canales nacionales: los 3 privados Canal 1, Caracol y RCN, y los 2 públicos Canal Institucional y Señal Colombia. Las empresas de televisión por suscripción ofrecen canales propios.
La localidad cuenta con una gran variedad de emisoras en AM y FM, tanto de cobertura local como nacional, de las cuales la mayoría son manejadas por Caracol Radio o RCN Radio, aunque hay otras emisoras independientes de gran sintonía, como Todelar y Super.
En Itagüí y en el resto de Antioquia circulan dos importantes diarios: El Colombiano y El Mundo, ambos con una larga trayectoria en el ámbito regional. También circula el periódico El Tiempo de tiraje nacional.
Además, en Itagüí, así como también en Sabaneta y La Estrella circula el periódico Desde el Sur, una publicación de frecuencia mensual que aborda con más precisión los sucesos que ocurren en el sur del Valle de Aburrá.

## Transporte público
- Metro de Medellín. Es un sistema de transporte masivo que atraviesa el área metropolitana de sur a norte. El Metro cuenta con varios tipos de niveles (nivel de tierra, viaductos elevados y cables aéreos), y no tiene tramos subterráneos. En el área de influencia de Itagüí, el Metro transita paralelamente junto al Río Medellín, dejando en su recorrido seis estaciones que sirven a la jurisdicción del municipio de Itagüí, (Estación Aguacatala, Estación Ayura, Estación Envigado, Estación Itagüí, Estación Sabaneta y Estación La Estrella, las cuales también prestan servicios a los demás municipios del sur del Área Metropolitana.

- Buses. Existe en la localidad un sistema privado de buses urbanos que atiende todos los sectores del municipio e igualmente se cuenta con rutas que comunican a Itagüí y a Medellín. Adicionalmente, está el “sistema integrado de transporte” el cual consta de buses que comunican las estaciones del Metro con las diferentes áreas del municipio.

- Taxis. Hay numerosas empresas de taxis que cubren toda el área metropolitana, y entre ellas hay algunas con servicios bilingües (en inglés). El servicio de pedido de taxi por teléfono es el más usual y seguro. Algunas empresas prestan servicios intermunicipales. Es usual además el servicio de taxi colectivo; algunos de estos colectivos pueden ser cómodos y rápidos, aunque suelen estar supeditados al cupo completo.

## Salud

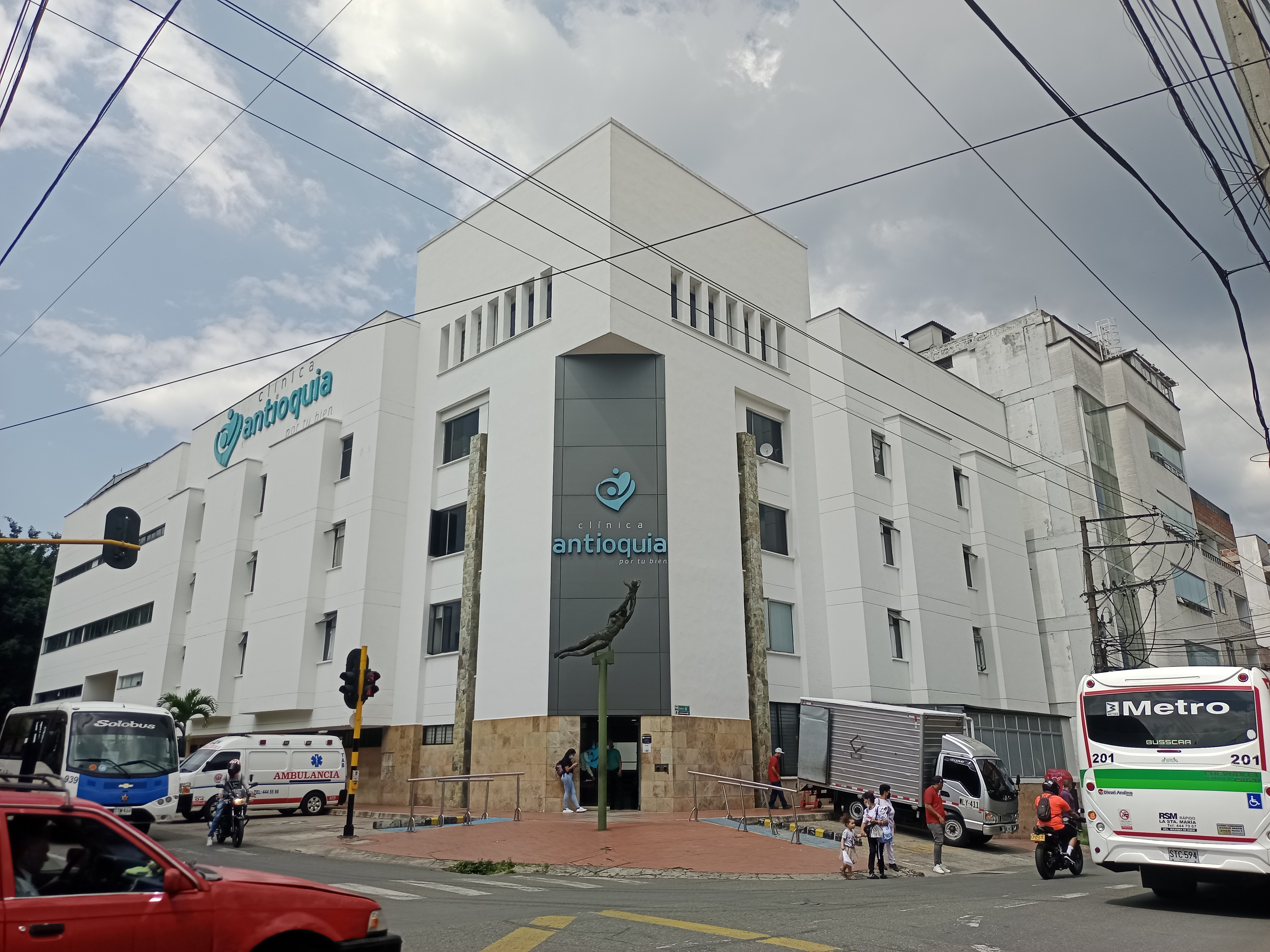
Clínica Antioquia en Itagüí

Itagüí cuenta con varias instituciones con profesionales de la salud. Instituciones como el Hospital San Rafael, el Hospital del Sur, la Clínica Antioquia y la Clínica Salud Total entre otras.

## Educación
Itaguí cuenta con 19 Instituciones educativas oficiales distribuidas a lo largo de sus 6 comunas y el corregimiento. Además tiene la presencia de las universidades privadas y públicas la Corporación Universitaria de Colombia IDEAS, la Universidad Uniminuto, el Colegio Alemán Medellín, el Tecnológico de Antioquia, el Sena, el Centro de Formación Diego Echavarría Misas (CEFODEM) y el CEIDA. 
También esta la Escuela de Arte Eladio Vélez, recinto tradicional en Itagüí, en el área de Formación Técnica, la Institución Técnica Formamos, Institución con trayectoria de más de 22 años, ofreciendo Educación para el Trabajo y el Desarrollo Humano de alta calidad. Además cuenta con colegios de alta calidad como es La Inmaculada de Itagüí de categoría «muy superior» de acuerdo con el Icfes, de igual manera también esta el Colegio oficial Concejo Municipal de Itagüí, categoría «Superior» en el Icfes; y que además esta institución, es una de las pocas que en la país maneja en su sistema educativo, la Educación Relacional Fontán,(F.R.E).
También cuenta con la Institución Educativa Esteban Ochoa, de categoría «muy alto» de acuerdo con el Icfes, y que ha sido ejemplo a seguir para las demás instituciones por su gran avance académico y convivencial con respecto a los años anteriores que era catalogada como una de las más peligrosas a nivel municipal, también en ella resaltan jóvenes líderes como Alejandro Aristizabal (contralor estudiantil 2015, quien lideró una campaña que hoy en día recorre todas las instituciones del municipio llamada «Una tapa, Una sonrisa») y Juan Felipe Carvajal (Personero 2017, que resalto por su nivel de compromiso y liderazgo).
Itagüí resalta a nivel nacional con la Institución Antonio José de Sucre «Superior» en el Icfes que se encuentra en el ranking de los mejores colegios públicos del país.

## Cultura

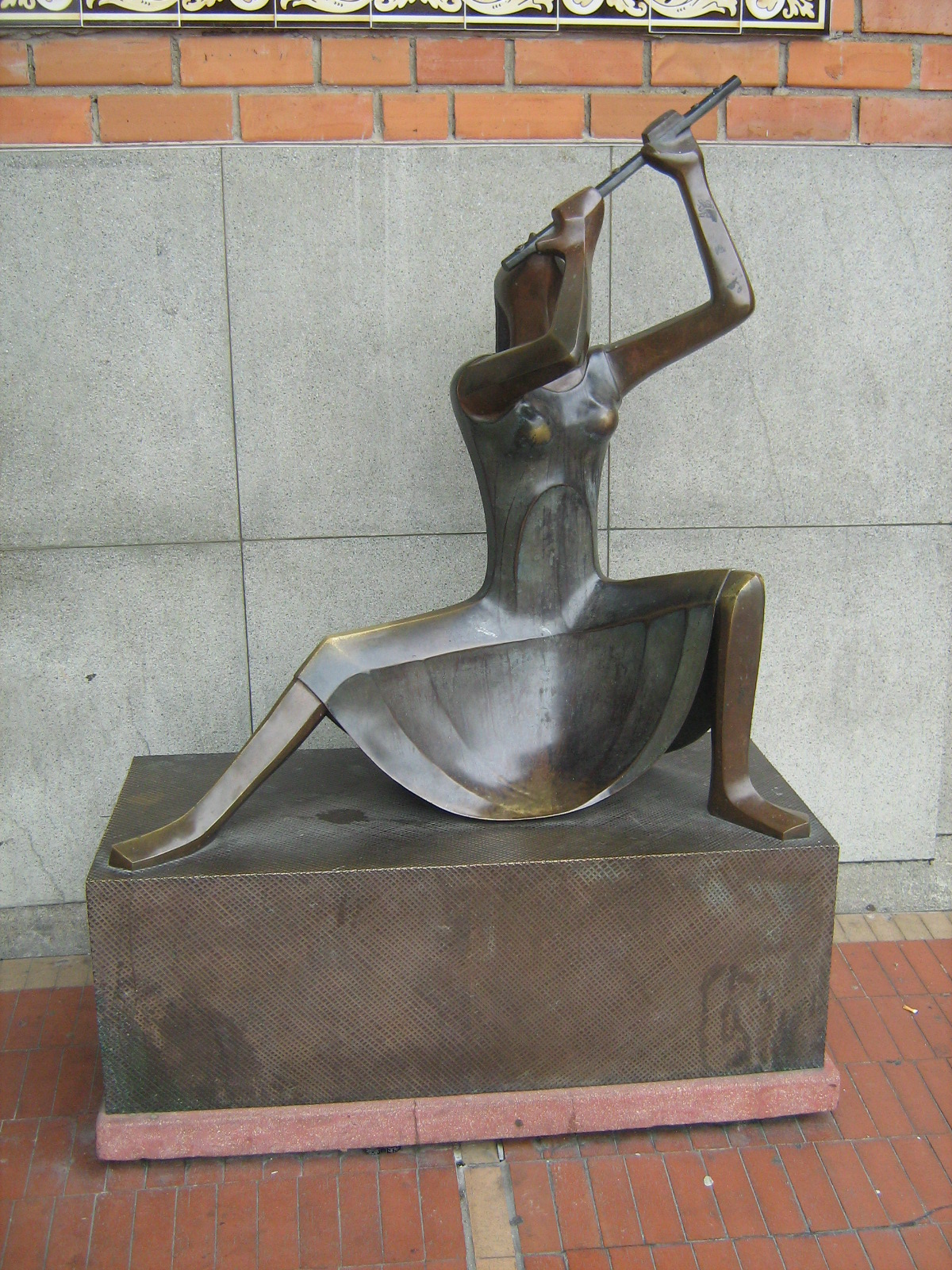
Escultura del Maestro Salvador Arango.

Aunque el municipio de Itagüí ha sido conocido en el contexto nacional como una localidad con marcada vocación industrial y comercial, no por ello deja de ser un importante polo cultural del Valle de Aburrá y el Departamento de Antioquia. Itagüí se destaca por tener importantes exponentes del arte, en la pintura con Eladio Vélez; en la escritura el poeta Carlos Enrique Sierra, y el novelista y dramaturgo Diego Fernando Montoya, en la música a la cantante soprano Beatriz Mora y en la escultura encontramos a Salvador Arango. En nombre de Eladio Vélez esta la Escuela de Arte Eladio Vélez un lugar histórico en Itagüí que brinda alternativas artísticas para los ciudadanos Itagüiseños.
La riqueza cultural itagüiseña atesora las costumbres de una población alegre, trabajadora, con alto grado de religiosidad y con la pujanza propia que desde antaño caracteriza a los antioqueños. Los principales recintos culturales de Itagüí son la Biblioteca Diego Echavarría Misas, el Teatro Diego Echavarría Misas, Casa de la Cultura de Itagüí y la Escuela de Arte Eladio Vélez. El 21 de agosto de 2011 La Corporación Sipah y líderes sociales de base inauguraron con recursos públicos el Museo Comunitario Graciliano Arcila Vélez, ubicado en un barrio histórico para Itagüí, El Rosario. Itagüí cuenta con el Teatro Auditorio del Sur donde se celebran variados eventos, entre estos el Festival de Teatro Ciudad de Itagüí.
Además en el municipio se destacan los grupos artísticos, cabe resaltar la participación de sus bandas de marcha musicales como la Banda Marcial Musical Colegio El Rosario, la cual se ha destacado con sus múltiples presentaciones cívicas, religiosas, musicales y con una trayectoria de más de 60 años de vida artística sin interrumpir sus labores y presentaciones. Han viajado hacia otros sitios del país como calarca-quindio y cartagena.
El municipio ha crecido en el tiempo reciente en materia cultural, llegando a ser reconocida a nivel nacional e internacional por tener uno  de los procesos de red de escuelas de música y bandas sinfónicas más prometedor y grande de Antioquia y Colombia. En cabeza del maestro Germán Hernández Castro, desde el año 2020 se resignificó la banda de música del municipio, adquiriendo su nuevo nombre «Banda Sinfónica Ciudad de Itagui» la cual cuenta al día de hoy con más de 65 integrantes; destaca su participación en el encuentro binacional de bandas Colombia - España 2023 «Dos naciones, muchos pueblos un solo lenguaje la música», el segundo puesto (Lancero de plata) en el concurso nacional de bandas sinfónicas Paipa, Boyacá 2023 y múltiples reconocimientos más a nivel nacional. La red de bandas cuenta con más de 500 estudiantes de las instituciones educativas del municipio y es motivo de orgullo para los habitantes de itagui. 

### Eventos

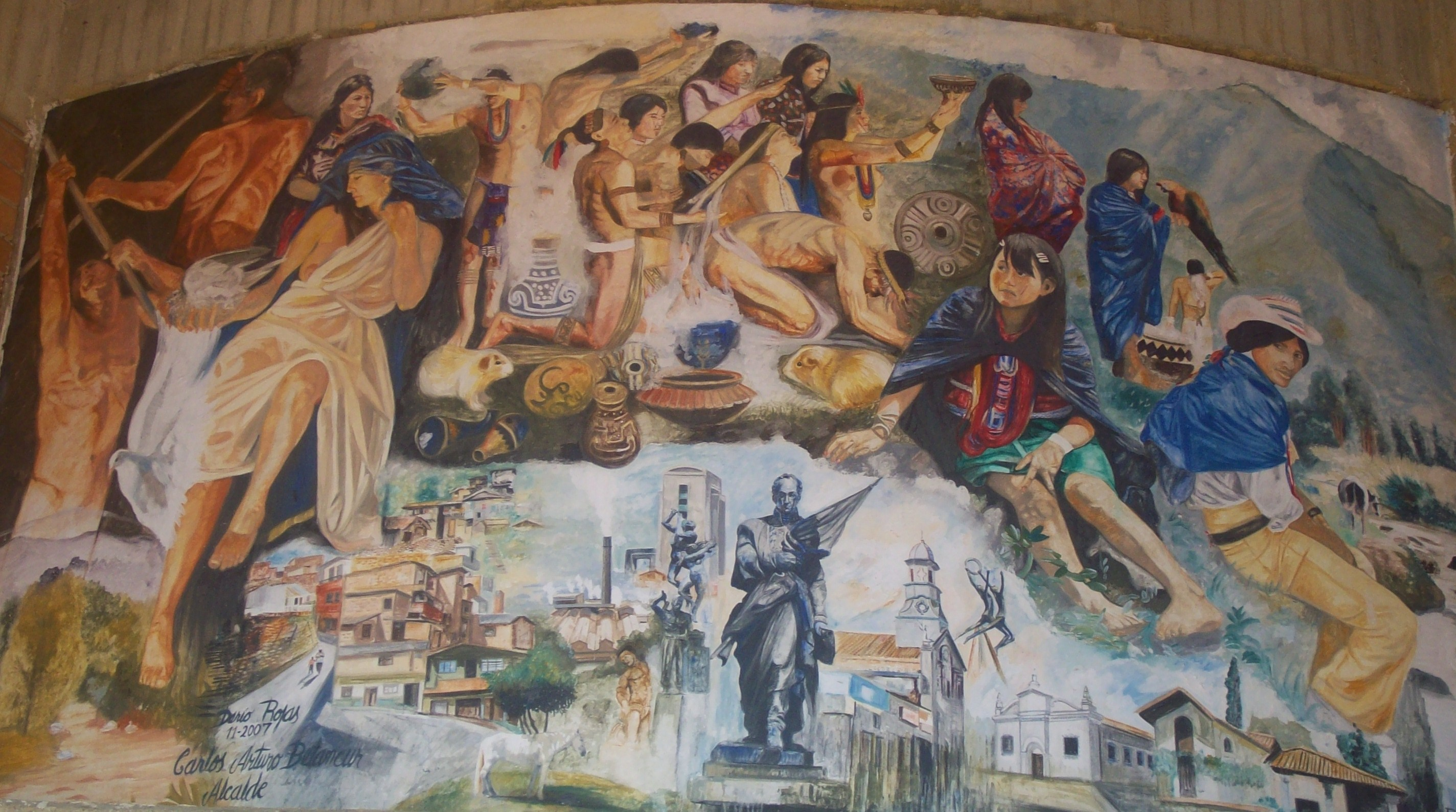
Obra Fragmentos Indígenas, del maestro Darío Rojas ubicada en el Centro Administrativo de Itagüí (CAMI).

- Fiestas de la Industria, el Comercio y la Cultura. En estas fiestas se celebra como clausura el Día mundial de la Pereza, una celebración emblemática de Itagüí.
- Festival de Teatro Ciudad de Itagüí
- Festival de Poesía al Parque
- Octubre, Fiesta Patronal de Nuestra Señora del Rosario
- Fiesta del Corpus Cristi y altar de San Isidro
- Fiesta de fin de año

### Gastronomía
- Gastronomía paisa en general

## Deporte

### Instalaciones deportivas
Itagüí cuenta con varios espacios deportivos, dentro de los cuales se destacan: el Polideportivo de Itagüí. En este se practican deportes como el Voleibol, la Gimnasia, el Fútbol entre otros. También se destaca el Estadio Metropolitano Ciudad de Itagüí con una capacidad para 12 000 espectadores, inaugurado en 1994. Otro espacio importante para el deporte es el Coliseo Cubierto de Itagüí llamado popularmente «El Cubo».
Itagüí es muy reconocido por incluir espacios a las personas con algún tipo de discapacidad un ejemplo de esta labor son los juegos deportivos y recreativos de la discapacidad.

### Itagüí Leones Fútbol Club S.A.
En la actualidad el equipo que representa a la ciudad de Itagüí es el Itagüí Leones Fútbol Club S.A. que llega para el segundo semestre del año 2016. Su primer logro en este semestre fue clasificar a las finales de la Primera B con posibilidad de ascender a la Primera A. Su primer partido oficial en el Estadio Metropolitano Ditaires será el 29 de octubre de 2016.
En la Copa Colombia 2018 superó en la fase 3 al Deportivo Pereira. En octavos de final supera en penaltis al América de Cali,697071 en cuartos de final a La Equidad727374 y llega hasta semifinales quedando eliminado por Atlético Nacional que luego en la gran final quedó campeón ante Once Caldas.
En el 2019, en el torneo apertura, quedó séptimo del todos y en el grupo A quedó tercero, siendo superado por Cortuluá.
En la temporada 2020 y 2021-I clasificó a los cuadrangulares, pero fue superado por Cortuluá.
En la temporada 2024 tuvo un pésimo resultando obteniendo la posición 13 en la tabla de reclasificación.

### Historia del Fútbol en Itagüí
Itagüí ha sido una ciudad futbolera históricamente. Al tener un escenario como el estadio Metropolitano Ditaires y el Coliseo el «Cubo» de Itagüí y demás instalaciones deportivas. Itagüí siempre ha sido una ciudad con relevancia deportiva en el Área metropolitana del Valle de Aburrá y en Antioquia. Es la ciudad del arquero y capitán de la selección de fútbol de Colombia David Ospina.
En Itagüí el equipo Talento Dorado de Fútbol sala ganó dos veces la liga nacional, y el equipo Águilas Doradas F.C. llegó a una final de la Copa Colombia, además logró el ascenso a la categoría primera A.
Itagüí Fútbol Club S.A. ( ahora Rionegro Águilas ) es un equipo de fútbol profesional colombiano que jugaba en la Categoría Primera A, y que tuvo como sede el Estadio Metropolitano Ciudad de Itagüí (popularmente conocido como el Estadio Metropolitano Ditaires). En el 2010 el club ganó la Primera B, teniendo la posibilidad de competir en la Categoría Primera A. También en el 2010 fue finalista de la Copa Colombia junto al Deportivo Cali. Este equipo ha estado en los primeros lugares de la liga colombiana logrando como hito destacado la clasificación a la Copa Sudamericana 2013. En el Coliseo Cubierto de Itagüí juega sus partidos como local el equipo de fútbol sala Talento Dorado de Itagüí, que tiene como gran logró ganar el título nacional en la Liga Argos conseguido en el año 2012 y clasificar con esto a la Copa Merconorte del 2013 en la cual salió campeón. Talento Dorado de Itagüí en el mismo 2013 sale campeón por segunda vez de la Liga Argos. Por diferencias con las autoridades locales, la organización Águilas Doradas, que abarca los equipos de fútbol y fútbol sala, fueron expulsados en 2014 del municipio de Itagüi, ejerciendo la localía en Rionegro.

## Patrimonio
- Biblioteca Diego Echavarría Misas.
- Parque Simón Bolívar.
- Iglesia de Nuestra Señora del Rosario.
- Parque Obrero.
- Escuela de Arte Eladio Vélez
- Centro Nacional de Confección y Moda.
- Casa de la Cultura.
- Casa Museo Ditaires.
- Parque del Artista : aquí se encuentra un teatro al aire libre y la Escultura Reto del escultor Salvador Arango.
- Parque Ditaires.
- Parque las Chimeneas.
- Mi Ranchito finca del expresidente Mariano Ospina Pérez, es conocida por sus orquídeas. En este lugar se han hallado diferentes tiestos cerámicos pertenecientes a los primeros pobladores de esta zona del Valle de Aburrá.
- Yarumito: aquí se puede observar la antigua estación del ferrocarril que conducía a Amagá.
- Hogar de Los Recuerdos.
- Teatro Diego Echavarría Misas; primera sede y auditorio de la antigua Biblioteca Diego Echavarría Misas.
- Sector Rosario: donde se encuentran un gran número de petroglifos.
- Minas de Talco.
- Central Mayorista de Antioquia, ubicada en el límite con Guayabal.
- Las antiguas Ladrilleras.
- Teatro Caribe.
- Teatro Norte
- Vivero Municipal.
- Estadio Metropolitano Ciudad de Itagüí: sede del equipo de fútbol Itagüí S.A.; cuenta con una pista atlética de 8 carriles.
- Polideportivo Óscar López de Itagüí.
- Museo Comunitario Graciliano Arcila Vélez, ubicado en el barrio el rosario sector el miranda.
- Parque Arqueológico «Los Petroglifos» de Itagüí, ubicado en la vereda loma de los zuleta.
- Fábrica de Licores de Antioquia.
- Teatro del Colegio El Rosario.
- Coliseo de Itagüí.
- Centro Administrativo Municipal de Itagüí (CAMI)
- Parque Ecologíco El Pomar
- Bosque municipal Pico Manzanillo (declarado reserva natural por acuerdo del concejo municipal). Ubicado en el Corregimiento El Manzanillo.
- Teatro Auditorio del Sur